# Клубний чемпіонат світу з футболу 2019
Клубний чемпіонат світу з футболу 2019 (англ. FIFA Club World Cup Qatar 2019, араб. كأس العالم للأندية لكرة القدم قطر 2019) — футбольний турнір, який пройшов з 11 по 22 грудня 2019 року в Катарі. Він став 16-м розіграшем Клубного чемпіонату світу з футболу, турніром, який проводить ФІФА між переможцями клубних турнірів кожної з 6 конфедерацій, а також чемпіоном країни-господарки.
Турнір вперше у своїй історії виграв англійський «Ліверпуль», який у фіналі виграв 1:0 після додаткового часу у бразильського «Фламенгу».

## Заявки на проведення турніру
В зв'язку з пропозиціями щодо розширення Клубного чемпіонату світу, ФІФА затримала оголошення господаря турнірів 2019 та 2020 років. ФІФА мало оголосити господаря 15 березня 2019 року, але згодом це було відкладено. 28 травня 2019 року ФІФА заявило, що господаря турнірів буде визначено на засіданні Виконавчого комітету ФІФА в Парижі, Франція, 3 червня 2019 року.
3 червня 2019 року Катар був призначений господарем турнірів 2019 та 2020 років, які будуть виконувати роль тестування напередодні проведення ними чемпіонату світу 2022 року. Крім цього було визначено, що клубний чемпіонат світу збереже свій старий формат до розширення кількості учасників, яке вперше відбудеться на турнірі 2021 року.

## Стадіони
ФІФА анонсувала три стадіони на турнір разом з розкладом матчів 30 вересня 2019 року. Всі три стадіони розташовані в Досі. Нещодавно збудований стадіон «Ед'юкейшн Сіті» мав прийняти фінальний матч, він також є одним із стадіонів чемпіонату світу 2022 року, як і стадіон «Халіфа». 7 грудня 2019 року ФІФА перенесла всі три матчі (другий півфінал, матч за третє місце та фінал 21 грудня), які мали відбутися на «Ед'юкейшн Сіті» на Міжнародний стадіон «Халіфа», оскільки відкриття «Ед'юкейшн Сіті Стедіум|Ед'юкейшн Сіті» було перенесене на початок 2020 року.
| Доха | Доха              | Доха              |
| ---- | ----------------- | ----------------- |
| Доха | «Халіфа»          | «Яссім бін Хамад» |
| Доха | Місткість: 45,416 | Місткість: 11,918 |
| Доха |                   |                   |

## Учасники
| Команда                        | Конфедерація         | Кваліфікація                                     | Дата кваліфікації    | Участь                          |
| Проходять у півфінал           | Проходять у півфінал | Проходять у півфінал                             | Проходять у півфінал | Проходять у півфінал            |
| ------------------------------ | -------------------- | ------------------------------------------------ | -------------------- | ------------------------------- |
| Фламенгу                       | КОНМЕБОЛ             | Переможець Кубка Лібертадорес 2019               | 23 листопада 2019    | 1                               |
| Ліверпуль                      | УЄФА                 | Переможець Ліги чемпіонів УЄФА 2018/19           | 1 червня 2019        | 2 (Попередні: 2005)             |
| Проходять у чвертьфінал        |                      |                                                  |                      |                                 |
| Аль-Хіляль                     | АФК                  | Переможець Ліги чемпіонів АФК 2019               | 24 листопада 2019    | 1                               |
| Есперанс                       | КАФ                  | Переможець Ліги чемпіонів КАФ 2018/19            | 7 серпня 2019        | 3 (Попередні: 2011, 2018)       |
| Монтеррей                      | КОНКАКАФ             | Переможець Ліги чемпіонів КОНКАКАФ 2019          | 1 травня 2019        | 4 (Попередні: 2011, 2012, 2013) |
| Плей-оф за вихід у чвертьфінал |                      |                                                  |                      |                                 |
| Єнген Спорт                    | OFC                  | Переможець Ліги чемпіонів ОФК 2019               | 11 травня 2019       | 1                               |
| Ас-Садд                        | АФК (як господарі)   | Переможець Чемпіонату Катару з футболу 2018/2019 | 13 серпня 2019       | 2 (Попередні: 2011)             |

Примітки
1. ↑  Другий фінальний матч був зіграний 31 травня 2019 року. Однак матч був перерваний і «Есперанс» спочатку оголошений арбітром переможцем. Однак 5 червня 2019 року Виконавчий комітет КАФ постановив, що матч повинен бути переграний. Втім 7 серпня 2019 року після рішення Спортивного арбітражного суду «Есперанс» знову було визнано переможцем турніру[10][11].
2. ↑  Ас-Садд виграв чемпіонат Катару 2018/19[en] 4 квітня 2019 року. Їх участь у клубному чемпіонаті світу було офіційно підтверджено 13 серпня 2019 року після того, як «Аль-Духаїль» став останньою командою з Катару, окрім «Ас-Садда», що вилетів з Ліги чемпіонів АФК 2019 року. Сам «Ас-Садд» вилетів з турніру 22 жовтня 2019 року у півфіналі, підтвердивши тим самим що переможець турніру стане останнім учасником клубного чемпіонату світу. Оскільки якщо б переможцем Ліги чемпіонів АФК стала б команда з Катару, то фіналіст Ліги чемпіонів АФК був би запрошений замість чемпіона Катару.

## Склади
Кожна команда мала надати склад з 23-х гравців (три з яких були воротарями). Заміна травмованих у заявці дозволена за 24 години до першого матчу команди на турнірі.

## Арбітри
Загалом на турнір було призначено шість головних арбітрів, десять асистентів і шість відеоасистентів
| Конфедерація | Головний арбітр                        | Асистенти                          | Відеоасистент                     |
| ------------ | -------------------------------------- | ---------------------------------- | --------------------------------- |
| АФК          | Абдулрахман Аль-Джассім                | Талеб Аль-Маррі Сауд Аль-Макале    | Фу Мін                            |
| КАФ          | Мустафа Горбаль                        | Махмуд Абуельрегаль Мокран Гурарі  | Бакарі Гассама                    |
| КОНКАКАФ     | Ісмаїл Ельфат                          | Кайл Аткінс Корі Паркер            | Алан Келлі                        |
| КОНМЕБОЛ     | Роберто Тобар                          | Крістіан Шиманн Клаудіо Ріос Ортіс | Естебан Остоїч                    |
| УЄФА         | Овідіу Гацеган                         | Октавіан Шовре Себастіан Георге    | Хуан Мартінес Мунуера Бенуа Мілло |
| ОФК          | Абделькадер Зітуні (допоміжний арбітр) |                                    |                                   |

## Матчі
Жеребкування турніру відбулося 16 вересня 2019 року о 14:00 CEST (UTC+2), у штаб-квартирі ФІФА в Цюриху, щоб вирішити матчі другого туру (між переможцем першого раунду та командами з АФК, КАФ, і КОНКАКАФ), а також опонентів двох переможців другого раунду в півфіналах (команди з КОНМЕБОЛ і УЄФА). Під час розіграшу ще не було відомо які виступатимуть команди від АФК і КОНМЕБОЛу, оскільки їх турніри ще не були завершені.
Якщо матч закінчується внічию, то призначається додатковий час. Якщо після додаткового часу рахунок залишається рівним, то пробиваються післяматчеві пенальті. Втім у матчах за п'яте і третє місце не використовується додатковий час, а для визначення переможця відразу пробиваються пенальті.
|  | Плей-оф                       | Плей-оф              |                               |              | Чвертьфінал                   | Чвертьфінал                   |                 |                 | Півфінал | Півфінал |  |  | Фінал                | Фінал                |
|  | 11 грудня – «Яссім бін Хамад» |                      |                               |              |                               |                               |                 |                 |          |          |  |  |                      |                      |
|  | «Ас-Садд» (дч)                | 3                    |                               |              | 14 грудня — «Яссім бін Хамад» | 14 грудня — «Яссім бін Хамад» |                 |                 |          |          |  |  |                      |                      |
|  | «Ас-Садд» (дч)                | 3                    |                               |              | 14 грудня — «Яссім бін Хамад» | 14 грудня — «Яссім бін Хамад» |                 |                 |          |          |  |  |                      |                      |
|  | «Єнген Спорт»                 | 1                    |                               |              | «Монтеррей»                   | 3                             |                 |                 |          |          |  |  |                      |                      |
|  | «Єнген Спорт»                 | 1                    | 18 грудня — «Халіфа»          |              | «Монтеррей»                   | 3                             |                 |                 |          |          |  |  |                      |                      |
|  |                               |                      |                               |              | «Ас-Садд»                     | 2                             |                 |                 |          |          |  |  |                      |                      |
|  | «Монтеррей»                   | 1                    |                               |              | «Ас-Садд»                     | 2                             |                 |                 |          |          |  |  |                      |                      |
|  | «Монтеррей»                   | 1                    |                               |              |                               |                               |                 |                 |          |          |  |  |                      |                      |
|  |                               |                      | «Ліверпуль»                   | 2            |                               |                               |                 |                 |          |          |  |  |                      |                      |
|  |                               |                      | «Ліверпуль»                   | 2            |                               |                               |                 |                 |          |          |  |  |                      |                      |
|  |                               |                      | 21 грудня — «Халіфа»          |              |                               |                               |                 |                 |          |          |  |  |                      |                      |
|  |                               |                      |                               |              |                               |                               |                 |                 |          |          |  |  |                      |                      |
|  | «Ліверпуль» (дч)              | 1                    |                               |              |                               |                               |                 |                 |          |          |  |  |                      |                      |
|  | «Ліверпуль» (дч)              | 1                    | 14 грудня — «Яссім бін Хамад» |              |                               |                               |                 |                 |          |          |  |  |                      |                      |
|  |                               | «Фламенгу»           | 0                             |              |                               |                               |                 |                 |          |          |  |  |                      |                      |
|  |                               |                      | 0                             | «Аль-Хіляль» | 1                             |                               |                 |                 |          |          |  |  |                      |                      |
|  | 17 грудня — «Халіфа»          |                      |                               | «Аль-Хіляль» | 1                             |                               |                 |                 |          |          |  |  |                      |                      |
|  |                               | «Есперанс»           | 0                             |              |                               |                               |                 |                 |          |          |  |  |                      |                      |
|  | «Фламенгу»                    | «Есперанс»           | 0                             | 3            |                               |                               |                 |                 |          |          |  |  |                      |                      |
|  | «Фламенгу»                    | Матч за 5 місце      | Матч за 5 місце               | 3            |                               |                               | Матч за 3 місце | Матч за 3 місце |          |          |  |  |                      |                      |
|  |                               | Матч за 5 місце      | Матч за 5 місце               |              | «Аль-Хіляль»                  | 1                             | Матч за 3 місце | Матч за 3 місце |          |          |  |  |                      |                      |
|  | «Ас-Садд»                     | 2                    | «Монтеррей» (пен. )           | 2 (4)        | «Аль-Хіляль»                  | 1                             |                 |                 |          |          |  |  |                      |                      |
|  | «Ас-Садд»                     | 2                    | «Монтеррей» (пен. )           | 2 (4)        |                               |                               |                 |                 |          |          |  |  |                      |                      |
|  | «Есперанс»                    | 6                    | «Аль-Хіляль»                  | 2 (3)        |                               |                               |                 |                 |          |          |  |  |                      |                      |
|  | «Есперанс»                    | 6                    | «Аль-Хіляль»                  | 2 (3)        |                               |                               |                 |                 |          |          |  |  |                      |                      |
|  | 17 грудня — «Халіфа»          | 17 грудня — «Халіфа» |                               |              |                               |                               |                 |                 |          |          |  |  | 21 грудня — «Халіфа» | 21 грудня — «Халіфа» |

Увесь час місцевий, AST (UTC+3).

### Перший раунд
| 11 грудня 2019 20:30 |

| Ас-Садд                             | 3:1 (дч) | Єнген Спорт |
| ----------------------------------- | -------- | ----------- |
| Бунеджах 26' Хассан 100' Ро-Ро 114' | Протокол | Руан 46'    |

| «Яссім бін Хамад», Доха Глядачів: 7,047 Арбітр: Мустафа Горбаль (Алжир) |

### Другий раунд
| 14 грудня 2019 17:00 |

| Аль-Хіляль (Ер-Ріяд) | 1–0      | Есперанс |
| -------------------- | -------- | -------- |
| Гоміс 73'            | Протокол |          |

| «Яссім бін Хамад», Доха Глядачів: 7,726 Арбітр: Роберто Тобар (Чилі) |

| 14 грудня 2019 20:30 |

| Монтеррей                                   | 3–2      | Ас-Садд                 |
| ------------------------------------------- | -------- | ----------------------- |
| Ванджіоні 23' Фунес Морі 45+1' Родрігес 77' | Протокол | Бунеджах 66' Хассан 89' |

| «Яссім бін Хамад», Доха Глядачів: 4,878 Арбітр: Овідіу Гацеган (Румунія) |

### Матч за 5-те місце
| 17 грудня 2019 17:30 |

| Ас-Садд                                   | 2–6      | Есперанс                                               |
| ----------------------------------------- | -------- | ------------------------------------------------------ |
| Бунеджах 32' (пен.) Аль-Хайдос 49' (пен.) | Протокол | Ельхуні 6', 42', 74' Бадрі 13', 25' (пен.) Дербалі 87' |

| «Халіфа», Доха Глядачів: 15,037 Арбітр: Абделькадер Зітуні (Таїті) |

### Півфінали
| 17 грудня 2019 20:30 |

| Фламенгу                                                | 3–1      | Аль-Хіляль      |
| ------------------------------------------------------- | -------- | --------------- |
| Де Арраскаета 49' Бруно Енріке 78' Аль-Булаїхі 82' (аг) | Протокол | Аль-Давсарі 18' |

| «Халіфа», Доха Глядачів: 21,588 Арбітр: Ісмаїл Ельфат (США) |

| 18 грудня 2019 20:30 |

| Монтеррей      | 1–2      | «Ліверпуль»             |
| -------------- | -------- | ----------------------- |
| Фунес Морі 14' | Протокол | Кейта 12' Фірміно 90+1' |

| «Халіфа», Доха Глядачів: 45,416 Арбітр: Роберто Тобар (Чилі) |

### Матч за 3-тє місце
| 21 грудня 2019 17:30 |

| Монтеррей                                               | 2–2      | Аль-Хіляль                                                |
| ------------------------------------------------------- | -------- | --------------------------------------------------------- |
| А. Гонсалес 55' Меса 60'                                | Протокол | Карлос Едуардо 35' Гоміс 66'                              |
|                                                         | Пенальті |                                                           |
| - Х. Гонсалес - Медіна - Фунес Морі - Васкес - Карденас | 4–3      | - Гоміс - Джовінко - Карлос Едуардо - Чан Хьон Су - Канно |

| «Халіфа», Доха Глядачів: 19,318 Арбітр: Овідіу Гацеган (Romania) |

### Фінал
| 21 грудня 2019 20:30 |

| «Ліверпуль» | 1–0 (дч) | Фламенгу |
| ----------- | -------- | -------- |
| Фірміно 99' | Протокол |          |

| «Халіфа», Доха Глядачів: 45,416 Арбітр: Абдулрахман Аль-Джассім (Катар) |

## Бомбардир
| № | Гравець                 | Клуб        | Голів |
| - | ----------------------- | ----------- | ----- |
| 1 | Багдад Бунеджах         | Ас-Садд     | 3     |
| 1 | Хамду Ельхуні           | Есперанс    | 3     |
| 3 | Аніс Бадрі              | Есперанс    | 2     |
| 3 | Роберто Фірміно         | Ліверпуль   | 2     |
| 3 | Рохеліо Фунес Морі      | Монтеррей   | 2     |
| 3 | Бафетімбі Гоміс         | Аль-Хіляль  | 2     |
| 3 | Абделькарім Хассан      | Ас-Садд     | 2     |
| 8 | Бруно Енріке            | Фламенгу    | 1     |
| 8 | Карлос Едуардо          | Аль-Хіляль  | 1     |
| 8 | Салем аль-Давсарі       | Аль-Хіляль  | 1     |
| 8 | Джорджіан Де Арраскаета | Фламенгу    | 1     |
| 8 | Самех Дербалі           | Есперанс    | 1     |
| 8 | Альфонсо Гонсалес       | Монтеррей   | 1     |
| 8 | Хассан аль-Хайдос       | Ас-Садд     | 1     |
| 8 | Набі Кейта              | Ліверпуль   | 1     |
| 8 | Максиміліано Меса       | Монтеррей   | 1     |
| 8 | Карлос Родрігес         | Монтеррей   | 1     |
| 8 | Антуан Руан             | Єнген Спорт | 1     |
| 8 | Ро-Ро                   | Ас-Садд     | 1     |
| 8 | Леонель Ванджіоні       | Монтеррей   | 1     |

1 автогол
- Алі Аль-Булаїхі (Аль-Хіляль, у грі проти Фламенгу)

## Підсумкова таблиця
Відповідно до статистичної конвенції у футболі, матчі, які закінчились у додатковий час, зараховувались як перемоги та програші, тоді як матчі, в яких пробивались післяматчеві пенальті, вважалися нічиями.
| Поз | Команда              | І | В | Н | П | ГЗ | ГП | РГ | О |
| --- | -------------------- | - | - | - | - | -- | -- | -- | - |
| 1   | Ліверпуль (УЄФА)     | 2 | 2 | 0 | 0 | 3  | 1  | +2 | 6 |
| 2   | Фламенгу (КОНМЕБОЛ)  | 2 | 1 | 0 | 1 | 3  | 2  | +1 | 3 |
| 3   | Монтеррей (КОНКАКАФ) | 3 | 1 | 1 | 1 | 6  | 6  | 0  | 4 |
| 4   | Аль-Хіляль (АФК)     | 3 | 1 | 1 | 1 | 4  | 5  | −1 | 4 |
| 5   | Есперанс (КАФ)       | 2 | 1 | 0 | 1 | 6  | 3  | +3 | 3 |
| 6   | Ас-Садд (АФК) (H)    | 3 | 1 | 0 | 2 | 7  | 10 | −3 | 3 |
| 7   | Єнген Спорт (ОФК)    | 1 | 0 | 0 | 1 | 1  | 3  | −2 | 0 |

## Нагороди
Наступні нагороди були отримані на завершення турніру:
| Золотий м'яч               | Срібний м'яч            | Бронзовий м'яч              |
| -------------------------- | ----------------------- | --------------------------- |
| Мохаммед Салах (Ліверпуль) | Бруно Енріке (Фламенгу) | Карлос Едуардо (Аль-Хіляль) |
| Нагорода FIFA Fair Play    |                         |                             |
| Есперанс                   |                         |                             |